# Алентаун
Алентаун (енгл. Allentown) град је у САД у савезној држави Пенсилванија. По попису становништва из 2020. у њему је живело 125.845 становника.

## Демографија
Према попису становништва из 2010. у граду је живело 118.032 становника, што је 11.400 (10,7%) становника више него 2000. године.
| Група             | 2000.          | 2010.          |
| Белци             | 68.621 (64,4%) | 50.964 (43,2%) |
| Афроамериканци    | 8.370 (7,8%)   | 14.812 (12,5%) |
| Азијати           | 2.421 (2,3%)   | 2.542 (2,2%)   |
| Хиспаноамериканци | 26.058 (24,4%) | 50.461 (42,8%) |
| Укупно            | 106.632        | 118.032        |

## Партнерски градови
- Тиберијада